# Metralladora Montigny

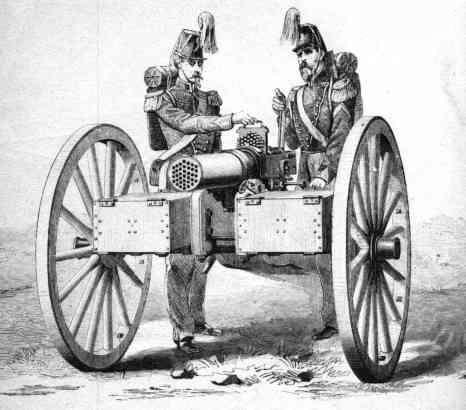
Metralladora Montigny

La metralladora Montigny era un tipus inicial de metralladora de maneta d'accionament desenvolupada pel fabricant d'armes belga Joseph Montigny entre 1859 i 1870.
Era una versió millorada de la Mitrailleuse, (en anglès: Grapeshot shooter) inventada pel capità belga Fafschamps en 1851 que era una «arma de descàrrega» de 50 canons usada sobretot per defensar fortaleses belgues i altres posicions defensives.
L'arma constava de 37 canons d'11 mm a l'interior d'una carcassa protectora cilíndrica. La càrrega es feia amb una placa de càrrega que conté 37 cartutxos amb cap de bronze. Amb la rotació d'una maneta, tots els trets es disparaven de forma simultània, encara que les millores posteriors van emprar una càmera que permetia el disparament progressiu dels 37 trets, fet que resultava en uns 150 a 250 trets per minut en funció de les habilitats dels operadors.